# Jan Twardowski

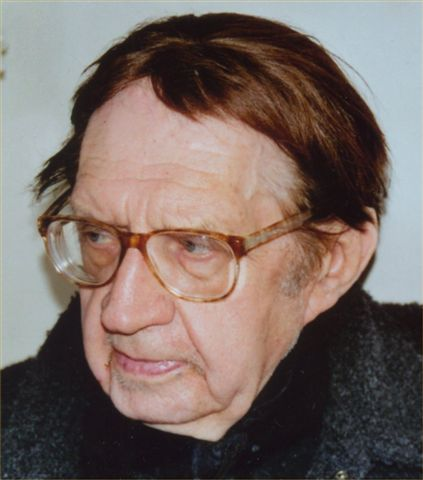
Jan Twardowski, Warsaw (Ba Lan), tháng 3 năm 2000

Jan Jakub Twardowski (sinh ngày 1 tháng 6 năm 1915 – mất ngày 18 tháng 1 năm 2006) là một nhà thơ và linh mục Công giáo người Ba Lan. Ông là đại diện chính của Ba Lan về ca từ tôn giáo đương đại. Ông sáng tác những bài thơ ngắn, đơn giản, hài hước, thường bao gồm các từ ngữ trong cuộc sống hằng ngày. Ông bình phẩm về thiên nhiên với những suy tư triết học. 

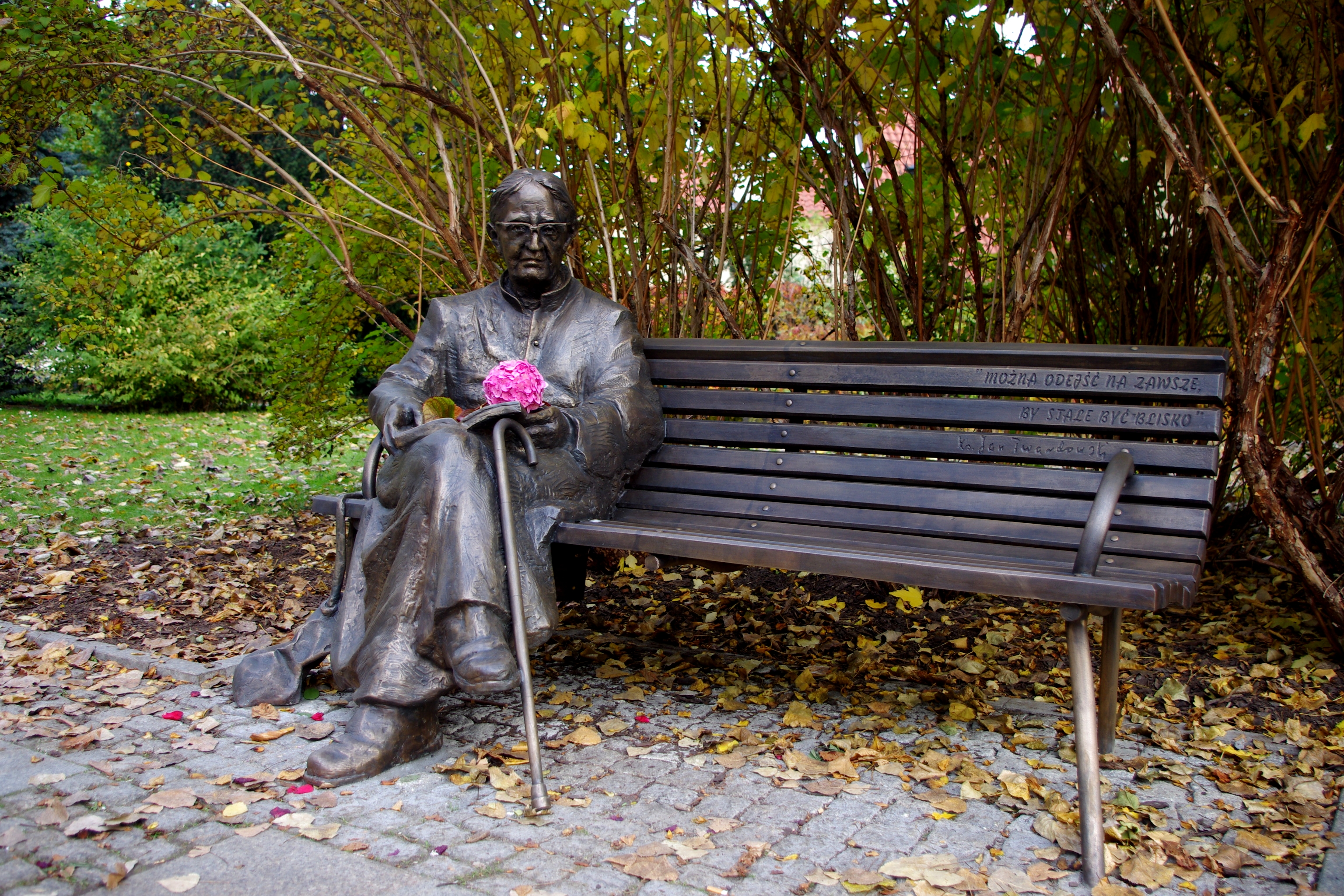
Tượng Jan Twardowski của Wojciech Gryniewicz ở Warsaw

## Tiểu sử
Jan Twardowski sinh ngày 1 tháng 6 năm 1915 tại Warsaw, Vương quốc Lập hiến Ba Lan. Cha mẹ ông là Jan Twardowski và Aniela Maria Konderska. Vài tuần sau khi sinh, do những biến cố của Chiến tranh thế giới thứ nhất, gia đình ông chuyển đến Nga. 3 năm sau, họ trở lại Warsaw. Ông học xong trung học vào năm 1935.
Năm 1932, ông bắt đầu làm việc cho tờ báo thanh niên "Kuźnia Młodych" ("Forge of the Young"). Ông có một chuyên mục riêng để đăng thơ, truyện ngắn và các bài phỏng vấn nhiều nhà văn khác nhau.
Sau khi tốt nghiệp trung học, Jan Twardowski bắt đầu theo học ngành văn học tại Đại học Józef Piłsudski. Năm 1937, ông xuất bản tập thơ đầu tiên của mình.
Trong Chiến tranh thế giới thứ hai, ông tham gia nhiều hoạt động khác nhau do lực lượng Armia Krajowa tổ chức và chiến đấu trong cuộc Khởi nghĩa Warsaw.
Sau chiến tranh, Jan Twardowski gia nhập chủng viện và bắt đầu theo học chuyên ngành thần học tại Đại học Warsaw. Ông trở thành linh mục vào năm 1948. Năm 1959, ông trở thành cha hạt trưởng của Nhà thờ Thăm viếng. Các bài viết của ông được đăng trên một tạp chí Công giáo nổi tiếng của Ba Lan có tên Tygodnik Powszechny. Ông nổi tiếng vào năm 1960 sau khi xuất bản tập thơ đầu tiên của mình là "Znak Ufności" ("The Sign of Trust"). Năm 1980, ông được nhận các giải thưởng International PEN và Robert Graves cho thành tựu trọn đời và được nhận Huân chương Uśmiechu vào năm 1996. Năm 2000, Twardowski giành giải IKAR và được trao giải TOTUS một năm sau đó.
Jan Twardowski mất ngày 18 tháng 1 năm 2006 tại Warsaw.

## Tác phẩm
Thơ:
- 1959: Wiersze, ("Verses"); Warsaw[1]
- 1970: Znaki ufności, ("Signs of Trust"), Kraków: Znak[1]
- 1980: Niebieskie okulary, ("Blue Sunglasses"), Kraków: Znak[1]
- 1983: Który stwarzasz jagody ("Who Made the Blueberry"), Kraków: Wydawnictwo literackie[1]
- 1986: Nie przyszedłem pana nawracać. Wiersze z lat 1937-1985 "I Have Not Come to Convert You: Poems From the Years 1937-1985"), Warsaw: Wydawnictwo Archidiecezji Warszawskiej ("Warsaw Archdiocese Publisher")[1]
- 1990: Tak ludzka ("So Human"), Poznań: Księgarnia św. Wojciech[1]
- 1991: Uśmiech Pana Boga. Wiersze dla dzieci ("The Smile of God. Poems for children"), Warsaw: Nasza Księgarnia[1]
- 1993: Kasztan dla milionera. Wiersze dla dzieci ("A Chestnut For a Millionaire. Poems for Children"), Warsaw: Nasza Księgarnia[1]
- 1993: Krzyżyk na drogę ("Roadside Cross"), Kraków: Znak[1]
- 1996: Rwane prosto z krzakatorn ("Torn Right Off the Bush"), Warsaw: PIW[1]
- 1998: Bóg prosi o miłość - Gott fleht um Liebe ("God Asks for Love"),  Kraków: Wydawnictwo Literary[1]
- 1998: Niebo w dobrym humorze ("Heaven in Good Mood"), Warsaw: PIW[1]
- 1999: Miłość miłości szuka, Volumes 1 and 2 ("Love Seeks Love"), Warsaw: PIW, Księgarnia i Drukarnia Świętego Wojciecha[1]
- 2000: Elementarz księdza Twardowskiego dla najmłodszego, średniaka i starszego, Kraków: Wydawnictwo literackie[1]
- 2001: Kiedy mówisz ("When You Say"), Kraków: Wydawnictwo literackie[1]
- 2006: Kilka myśli o cierpieniu, przemijaniu i odejściu, Poznan: Księgarnia Św. Wojciecha ("Church Bookstore")[1]

Văn xuôi:
- 1973: Zeszyt w kratkę ("The Graph-Paper Notebook"), Kraków: Znak[1]
- 1986: Nowy zeszyt w kratkę ("The New Graph-Paper Notebook"), Poznan: Pallotinum[1]
- 1987: Patyki i patyczki ("Sticks and Twigs"), Warsaw: Wydawnictwo Archidiecezji Warszawskiej "Publisher of the Archdiocese of Warsaw" [1]
- 1991: Niecodziennik ("Not Quite a Diary"), Kraków: Maszachaba[1]